# قوزقره‌لی
قوزقره‌لی (به لاتین: Qozqaralı) یک منطقه مسکونی در جمهوری آذربایجان است که در شهرستان گدابیگ واقع شده است. قوزقره‌لی ۱۱۸ نفر جمعیت دارد.